# 梁家坝站
梁家坝站是襄渝铁路上一座已停用的铁路车站，位于四川省达州市通川区复兴镇境内。车站于1974年3月随襄渝铁路达县—万源段开办临时运营，1978年5月随襄渝铁路达县—胡家营段正式交付。车站现已撤销拆除，撤销前，原隶属于西安铁路局安康车务段，为四等局界站，西安铁路局与成都铁路局的管辖分界点位于站南。撤销前，车站办理客货运业务，并有驻站车务、工务、电务机构。